# 素直 (槇原敬之の曲)
「素直」（すなお）は、1997年7月30日に発売された槇原敬之の17枚目のシングル。発売元はSony Records。本項では2015年発売の柴咲コウによる同曲のカバーも記述する。

## 解説
槇原初の試みとなるピアノ1本での弾き語りバラード。Sony Records移籍後第1弾。「真夜中にひとり目が覚めた時、ラジオから流れていたら胸に響く、そんな曲を作りたかった」、槇原の想いが込められている。
同年11月27日発売の『Such a Lovely Place』にはC/Wの「情熱」と共にアルバム・バージョンで収録。
2004年8月25日発売『Completely Recorded』では、シングル・バージョンで収録。

## タイアップ　メディアでの使用
- 発売当時はアステル東京CMソング。2007年からバンホーテン『ピュア・ココア』CMソング（アルバム・バージョン）。2010年にJR東日本・東北新幹線全線開通のCMソング。
- 2015年12月2日のフジテレビ「FNS歌謡祭」では柴咲コウのカバーのピアノ伴奏とコーラスを務めた。

## 収録曲
作詞・作曲・編曲：槇原敬之
1. 素直
2. 情熱
3. 素直（backing track）

## 柴咲コウのカバー・シングル
『素直』(すなお)は、柴咲コウによる配信限定シングルで、槇原敬之の楽曲のカバーとなる。2015年3月25日リリース。

### 解説
カバー・アルバム『こううたう』からの先行配信シングルとして発売されたもの。

### 収録曲
1. 素直
作詞・作曲：槇原敬之／編曲：石塚知生

## カバー
- 朴璐美 - 2006年。アルバム『遠い記憶』収録[2]。
- 福原美穂 - 2011年1月。アルバム『WE LOVE MACKEY』に収録。
- 河口恭吾 - 2011年6月。アルバム『君を好きだったあの頃２』に収録。
- 清水翔太 - 2012年11月。アルバム『MELODY』収録[3]。